# Aclastus karlukensis
Aclastus karlukensis är en stekelart som först beskrevs av William Harris Ashmead 1902.  Aclastus karlukensis ingår i släktet Aclastus och familjen brokparasitsteklar. Inga underarter finns listade i Catalogue of Life.